# Polícia da República de Moçambique
A Polícia da República de Moçambique (PRM), criada pela Lei nº 19/92, de 31 de dezembro (publicada no Boletim da República I serie - numero 53, de 31/12/92), é uma força paramilitar integrada no Ministério do Interior de Moçambique, extinguindo a PPM - Polícia Popular de Moçambique.
A PPM era constituída por elementos da Frente de Libertação do Moçambique (FRELIMO). Com o fim do regime mono-partidário, a força mudou de nome e o recrutamento alargou-se para além de membros do partido no poder. Com a assinatura de mais um acordo de paz em 2019, a PRM tenta integrar membros da Resistência Nacional Moçambicana (RENAMO), força político-militar que tem disputado o poder no país.
Curso Recente: XLIII (43) Em  2023 
Carreira Policial
Inspector Geral da Polícia
Comissário da Polícia
Adjunto do Comissário da Polícia
Superintendente Principal da Polícia
Superintendente da Polícia
Adjunto Superintendente da Polícia
Inspector Principal da Polícia
Inspector da Polícia
Sub Inspector da Polícia
Sargento Principal da Polícia
Sargento da Polícia
Primeiro Cabo da Polícia  
Segundo Cabo da Polícia  
Guarda da Polícia

## Organização
A Polícia da República de Moçambique é chefiada por um Comandante-Geral, subordinado ao Ministro do Interior. Desde sua criação, optou-se por ser organizada militarmente, ainda que a organização policial que havia em Moçambique, à época desta como colónia de Portugal fosse a Polícia de Segurança Pública, de carácter civil.
A PRM tem os seguintes departamentos principais:
- Comando da Polícia de Protecção;
- Comando da Polícia de Trânsito;
- Comando da Polícia de Transportes e Comunicações);
- Comando da Polícia de Guarda - Fronteira;
- Comando das Forças Especiais e de Reserva;

Desenvolve os serviços de segurança pública no território nacional através de comandos, esquadras e postos policiais, estendendo as suas atribuições à proteção lacustre e fluvial, à polícia de trânsito e à polícia aeroportuária, dentre outras. É responsável, ainda, pela segurança interna e proteção civil cobrindo a vigilância aeroportuária e portuária, controle alfandegário, investigação e prevenção da criminalidade internacional (tráfico de entorpecentes, criminalidade económica), proteção ao meio-ambiente, defesa civil e serviço de bombeiros.
A Unidade de Intervenção Rápida é uma das unidades especiais do Comando Geral criada para combater situações de violência cuja resolução ultrapassa os meios normais de actuação, contando para isso com agentes treinados em técnicas de resgate de reféns e de combate ao terrorismo, formados em cursos de operações especiais.
A formação de agentes da PRM é assegurada por três estabelecimentos de ensino: a Academia de Ciências Policiais (ACIPOL) em Michafutene, no distrito de  Marracuene para a formação de oficiais e quadros superiores, conferindo graus de licenciatura e mestrado em ciências policiais; Escola de Sargentos da Polícia (ESAPOL) localizada no distrito de Nhamatanda, formando sargentos; e a Escola Prática de Matalane (no distrito de Marracuene), para a formação inicial de guardas.
O Comandante-Geral da PRM é Bernardino Rafael, nomeado pelo Presidente da República, conforme é sua competência constitucional, em 26 de Outubro de 2017, substituindo nesse cargo a Júlio dos Santos Jane.